# Tinus Osendarp
Martinus Bernardus Tinus Osendarp, nizozemski atlet in policist, * 21. maj 1916, † 20. junij 2002, Heerlen.

## Življenjepis
Na poletnih olimpijskih igrah leta 1936 je osvojil dve bronasti medalji v teku na 100 in 200 m in bil hkrati najhitrejši belec in Evropejec na teh olimpijskih igrah.
Na evropskem prvenstvu v atletiki 1938 je postal evropski prvak v teku na 100 in 200 m.
Med drugo svetovno vojno je po okupaciji Nizozemske postal član Sipo. Pozneje je vstopil tudi v nacionalsocialistično stranko NSB in v SS.
Leta 1948 je bil obsojen zaradi dejanj med vojno, a je bil izpuščen leta 1952. Pozneje je delal v rudnikih.